# Nieuw-Zeelandse paling
De Nieuw-Zeelandse paling (Anguilla dieffenbachii) is een  straalvinnige vissensoort uit de familie van echte palingen (Anguillidae). De wetenschappelijke naam van de soort is voor het eerst geldig gepubliceerd in 1842 door Gray.